# Alfred Abel-Adermann
Alfred Abel-Adermann (* 16. Februar 1913 in Berlin; † nach 1969) war ein deutscher Film- und Theaterschauspieler, der sich auch als Sprecher bei Hörspiel-Produktionen betätigte.

## Wirken
Abel-Adermann wirkte in den 1960er-Jahren u. a. in den Fernsehproduktionen Inspektor Hornleigh greift ein... (1961), Sonny-Boyd  (1962) und Goya (1969, Regie Wilhelm Semmelroth) mit. Als Sprecher wirkte er außerdem bei mehreren WDR-Hörfunk-Produktionen wie Die Spezialität des Hauses von Stanley Ellin oder Alle meine Stimmen von Antonin Pridal sowie mehreren Francis Durbridge Hörspiel-Produktionen der Reihe Paul Temple mit. Als Theaterschauspieler arbeitete er u. a. mit Gerhard F. Hering in Friedrich Dürrenmatts Die Ehe des Herrn Mississippi, ferner mit Peter Palitzsch. Abel-Adermann lebte in Köln-Vingst.

## Filmografie (Auswahl)
- Märchen in der Müllerstraße (Fernsehfilm, 1963, Regie Peter Podehl)[6]
- Im Schatten des Krieges (Fernsehspiel, Regie Rod Serling[7])

## Audio-Produktionen (Auswahl)
- Eva Rechlin: Nachtwächter Spinning (WDR, 1964)[8]
- Wolfgang Ecke: Perry Clifton, Der Herr in den grauen Beinkleidern
- Peter Handke: Hörspiel Nr. 2 (WDR, 1969)[9]